# Aalupi
Aalupi is een meer in het zuidoosten van Estland in de gemeente Kanepi in de provincie Põlvamaa. Het meer ligt bij het dorp Rebaste. De rivier de Alopi is de voornaamste uitstroom van het meer die op zijn beurt het meer Kärmase tiik voedt dat zo'n 150 meter ten oosten van Aalupi gelegen is.
Het meer heeft een vrij ovale vorm met een oppervlakte van 7,2 hectare, een lengte en breedte van beide 310 meter en maximaal 15,8 meter diep.

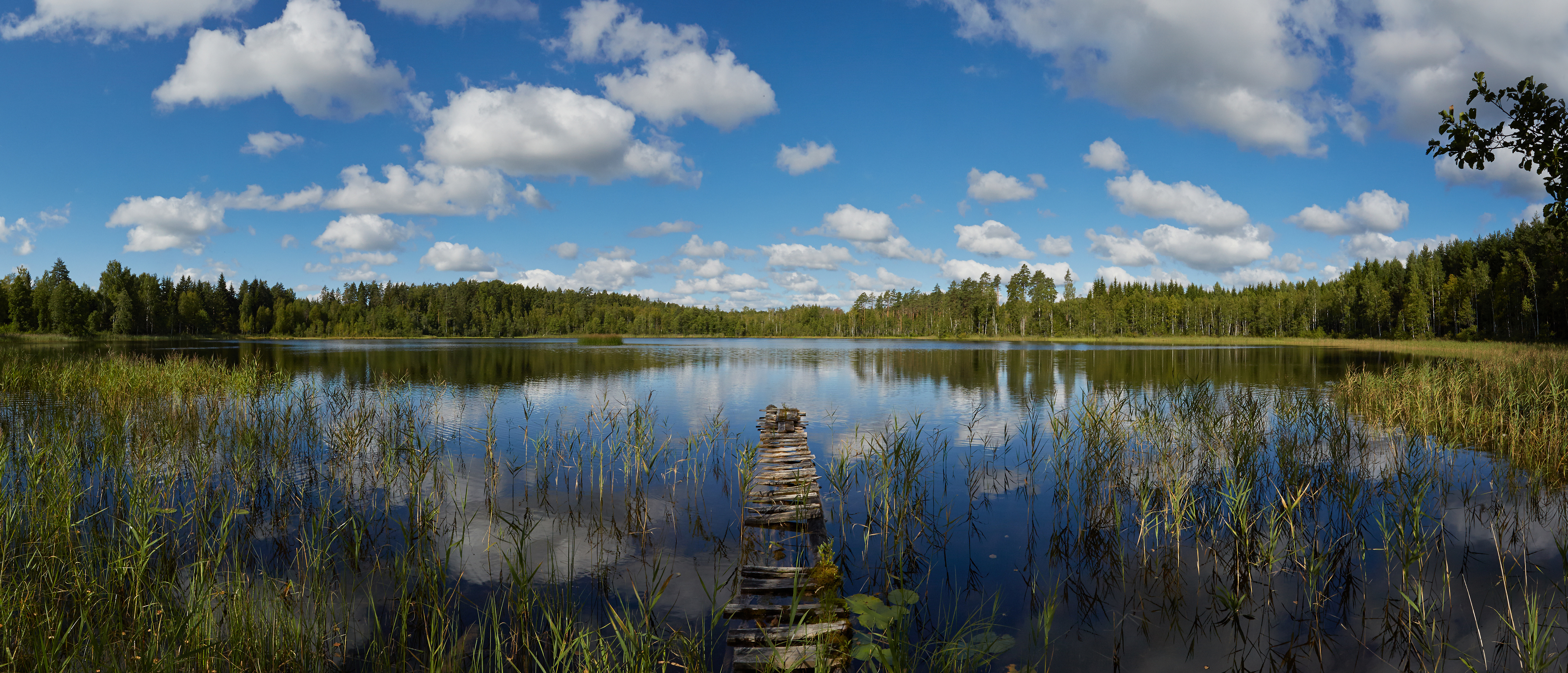